# Catarina Henriqueta de Bourbon
Catarina Henriqueta de Bourbon (em francês:  Catherine-Henriette; Ruão, 11 de novembro de 1596 — Paris, 20 de junho de 1663) era filha do rei Henrique IV de França e de sua amante Gabrielle d'Estrées. Chamada Mademoiselle de Vendôme, foi legitimada em 1597. 

## Família
Catarina teve dois irmãos: o mais velho era César de Bourbon, Duque de Vendôme, fundador da segunda Casa de Bourbon-Vendôme e através da filha Isabel, um ancestral da linhagem maternal do rei Luís XV de França; o irmão mais novo era Alexandre, Chevalier de Vendôme.

## Casamento
Em 20 de junho de 1619, Catarina se casou no Palácio do Louvre em Paris com o membro da Casa de Lorena, Carlos II de Elbeuf (1596-1657) duque de Elbeuf, filho do duque Carlos I de Elbeuf (1566-1605) e de Margarida de Chabot (morta em 1652) condessa de Charny.

### Filhos
- Carlos III de Elbeuf (1620 - 1692), sucessor do pai no ducado, foi casado três vezes e deixou descendência;
- Henrique (1622 - 1648), abade de Hombieres;
- Francisco Luís de Lorena (1623 - 1694), conde de Harcourt e marquês de Maubec. Foi marido de Ana d'Ornano com quem teve Filipe, Cavaleiro de Lorena e outros filhos;
- Francisco Maria de Lorena (1624 - 1694), príncipe de Lillebonne. Foi casado com Cristina d'Estrées, que não lhe deixou filhos, e depois com Ana de Lorena, tendo nove filhos. Sua filha Beatriz Jerônima de Lorena, era um membro da criadagem de Luís, o grande delfim de França;
- Catarina (1626 - 1645);
- Maria Margarida (1629 - 1679), Mademoiselle d'Elboeuf. Não se casou ou teve filhos.